# Shady Cove
Shady Cove è una città degli Stati Uniti d'America situata nell'Oregon, nella Contea di Jackson.